# Talanites moodyae
Talanites moodyae är en spindelart som beskrevs av Norman I. Platnick och Vladimir I. Ovtsharenko 1991. Talanites moodyae ingår i släktet Talanites och familjen plattbuksspindlar. Inga underarter finns listade i Catalogue of Life.